# Pseudodolbina aequalis
Pseudodolbina aequalis är en fjärilsart som beskrevs av Rothschild och Jordan 1903. Pseudodolbina aequalis ingår i släktet Pseudodolbina och familjen svärmare. Inga underarter finns listade i Catalogue of Life.